# Банощор
Банищор (на сръбски: Банощор) е село в Сърбия, АО Войводина, Южнобачки окръг, община Беочин.

## География
Селото отстои на 28 км от Нови сад. Намира се на северните склонове на Фрушка гора на десния бряг на Дунава, на 1277 км от влива на реката в Черно море.

## Население
Населението на селото е възлизало на 618 жители през 1991 г.
Етнически състав
- сърби – 732 души (93,84 %)
- хървати – 17 души (2,17 %)
- словаци – 5 души (0,64 %)
- унгарци – 5 души (0,64 %)
- словенци – 3 души (0,38 %)
- немци – 3 души (0,38 %)
- други – 5 души (0,64 %), вкл. 1 българин

## История
На местото на Банищор през античността се е намирал римският кастел Бонония, срещан и с името Милата.
През 1150 г. бан Белуш построява там манастир на бенедиктинския орден, наречен Манастирът на бана. С производното име Каструм де Бан-Монастре селището се споменава през 1473 г. По-късно е нападано и рушено от османските турци и съюзените им кримски татари.
В близост до Банищор, при село Чечевич, на 4 км от десния дунавски бряг, има останки от римския кастел Мулатис. През Средновековието там израства Кастелум Чечевич, завладян и разрушен от османците в годината на злощастната за Кралство Унгария битка при Мохач през 1526 г.